# Рами Джума
„Рами Джума“ (на турски: Rami Cuma) е квартал на Истанбул, разположен в градска околия Еюпсултан. Общата му площ е 0,23 км2. Според данни на Адресната система за регистриране на населението (ABPRS) към 2024 г. населението на „Рами Джума“ е 14 715 жители.